# Ben R. Luján
Ben Ray Luján (Santa Fe, 7 giugno 1972) è un politico statunitense, senatore per lo stato del Nuovo Messico dal 2021 e membro della Camera dei Rappresentanti per lo stesso stato dal 2009 al 2021.

## Biografia
Nato a Santa Fe, Luján proviene da una famiglia molto attiva in ambito politico: suo padre Ben è stato Presidente della Camera dei Rappresentanti del Nuovo Messico, sua cugina è la deputata e governatrice Michelle Lujan Grisham ed è imparentato con il repubblicano Manuel Lujan, Jr., Segretario degli Interni durante l'amministrazione di George H. W. Bush.
Dopo gli studi Luján lavorò nel settore pubblico fino a quando nel 2004 venne eletto all'interno della New Mexico Public Regulation Commission. Nel 2008, quando il deputato Tom Udall lasciò la Camera dei Rappresentanti per concorrere al Senato, Luján si candidò per il suo seggio come membro del Partito Democratico e venne eletto, per poi essere riconfermato negli anni successivi.
Luján è considerato un democratico progressista, soprattutto in materia ambientale, e fa parte del Congressional Progressive Caucus.